# Střevlička východní
Střevlička východní (Pseudorasbora parva) je drobná, max. kolem 10 cm dlouhá kaprovitá hejnová rybka nápadná především zamlada temným pruhem na bocích. Vykazuje pohlavní dimorfismus (samci jsou o něco větší, v době tření jsou pestřejší a vyvíjí se u nich třecí vyrážka). Pochází z východní Asie, během druhé poloviny 20. století však byla s potěrem jiných, hospodářsky významných ryb zavlečena na různá místa Evropy, Asie, Severní Ameriky a na sever Afriky, kde se díky krátkému životnímu cyklu šíří jako velice úspěšný invazní druh. Může být potravním konkurentem původních druhů ryb (živí se hlavně planktonními i bentickými bezobratlými) nebo hostitelem některých rybích patogenů. 

## Popis

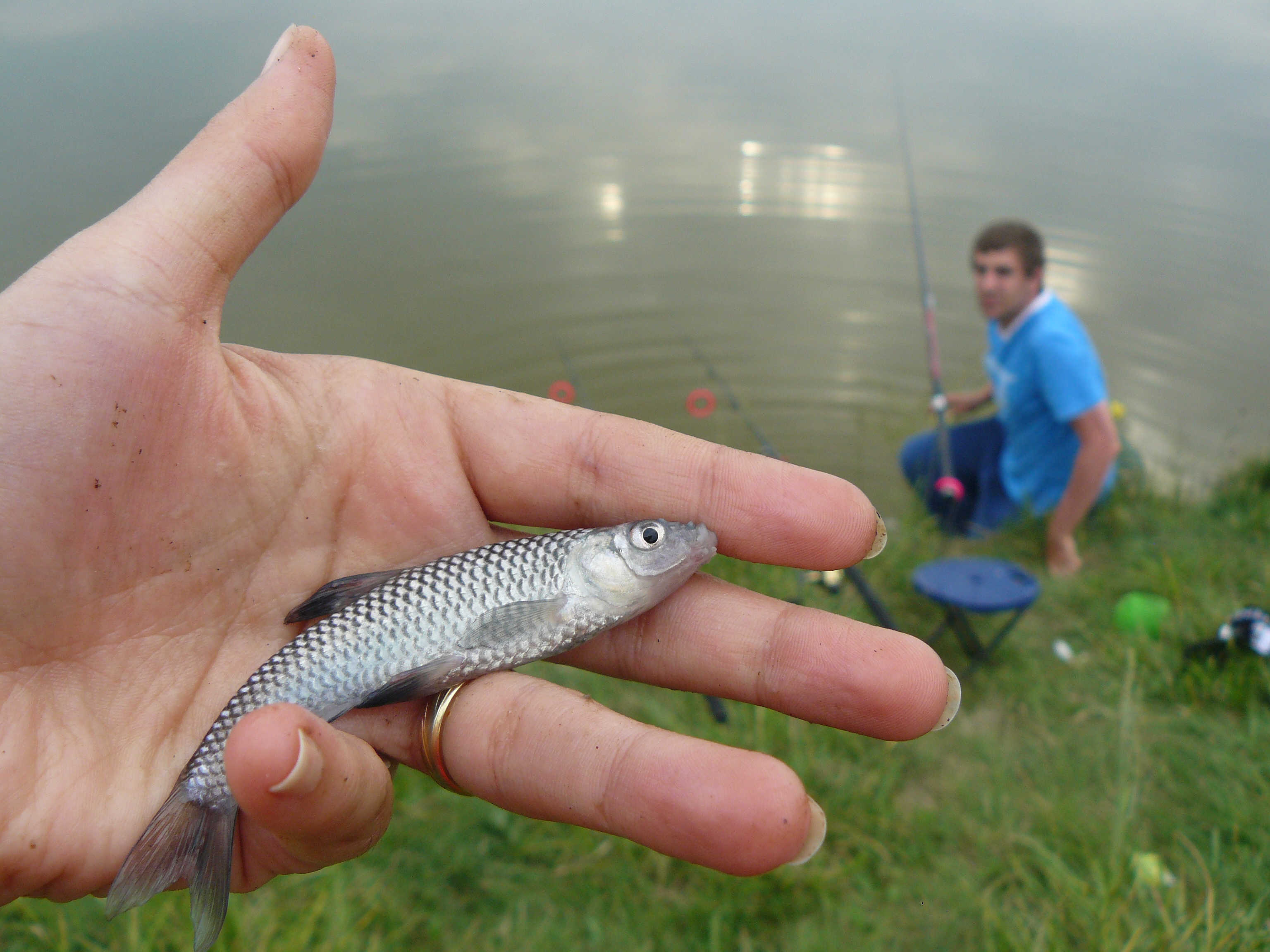
Na tomto starším exempláři není zřetelný pruh na bocích, ale má výrazný tmavý lem na zadním okraji šupin

Střevlička východní je drobná rybka s protaženým tělem dorůstající běžně kolem 8 cm délky, vzácně až do 11 cm při hmotnosti asi do 10 g; samci jsou větší než samice. Největší doložená délka je 12 cm a hmotnost 17 g. Barva je světle žlutozelená až nahnědlá, hřbet je tmavší, břicho světlejší, někdy až bíle stříbřité. Na bocích je u mladých ryb patrný úzký tmavý pruh, u starších exemplářů se vytrácí. Na zadním okraji všech šupin bývá poloměsíčité tmavé lemování propůjčující střevličkám síťovaný vzhled. Ploutve jsou zaoblené, světlé, žlutavé, u samců v době tření temnější, až do fialova. Na hlavě mají samci v době tření vyvinutou třecí vyrážku v podobě několika výrazných hrbolů.
Střevlička má drobná horní vysunovatelná ústa, dolní čelist mírně přesahuje čelist horní. Vousky jí chybějí, její žaberní tyčinky jsou zakrnělé. Kompletní postranní čára běží středem boků a protíná asi 34–38 šupin, které jsou vzhledem k velikosti těla relativně velké a poměrně snadno se uvolňují. Krátká hřbetní ploutev je umístěna zhruba uprostřed hřbetu nad břišními ploutvemi. Také řitní ploutev je poměrně krátká a je posazena poněkud blíže břišním ploutvím nežli zřetelně vykrojené ocasní ploutvi.

## Ekologie a etologie
Střevličky jsou rybky tvořící malá hejna. Ve své domovině (východní Asii) preferuje mělká jezera, pomalejší řeky, zavodňovací kanály apod. I v oblastech mimo její přirozený výskyt vyhledává stojaté a pomalu proudící vody: slepá ramena, kanály, rybníky a jiné nádrže. Ráda se zdržuje na místech zarostlých vodní vegetací. Potravu sbírá spíše ze dna, loví např. larvy vodního hmyzu, korýše aj. Mladé ryby dávají přednost drobné planktonní kořisti.
Střevličky se třou poblíž břehů, samci se postupně vytírají s několika samicemi, které lepí jikry po několika na samcem očištěná místa (kameny, dřevo a jiné pevné substráty, v akváriu i na sklo). Samec snůšku jiker hlídá. Při teplotách vody kolem 20 °C trvá vývoj jiker asi týden. Na území Česka se vytírá hlavně od dubna do června. Je schopná pohlavně dospět během jednoho roku; dožívá se asi 3–4 let.

## Výskyt
Sřevlička východní pochází z východní Asie (Sibiře, Číny a Koreje) od povodí Amuru až po povodí Perlové řeky. Do Evropy byla zavlečena po r. 1960, kdy byly do Rumunska introdukovány z Číny rostlinožravé ryby (amuři bílí a tolstolobici bílí), jejichž plůdek byl kontaminován střevličkou. V Maďarsku byla zaznamenána již v roce 1963, v 70. letech 20. století i v dalších státech včetně Bulharska, Jugoslávie nebo území dnešního Slovenska. Její šíření v tehdejším Československu bylo dále nechtěně podporováno i zavlékáním s plůdkem hospodářsky významných ryb, např. v letech 1981 a 1982 se dostala do mnoha míst Čech a Moravy s násadou ryb z Maďarska. V současné době (po r. 2020) se vyskytuje v České republice v zásadě na všech vhodných lokalitách, obzvlášť v rybničních soustavách, kde je již plně zdomácnělá. Podobná situace panuje na většině území Evropy. Během záplav je schopná kolonizovat i nádrže, které jinak nejsou přímo spojeny s dalšími vhodnými lokalitami. Mimo Evropu je střevlička coby nepůvodní a invazní druh zaznamenána též v severní Africe, v Turecku, Íránu nebo Severní Americe, ale také v oblastech přiléhajících k jejímu přirozenému areálu: v západní Číně, Tibetu, Mongolsku nebo Japonsku.

## Význam
Kromě toho, že střevličku lze využívat jako nástražní rybku v rybářství (lze ji lovit čeřenem) nebo jako nenáročného akvarijního chovance, je její vliv na rybí ekosystémy v Evropě spíše negativní. Je zde považována za invazní druh konkurující jiným rybám potravně, případně škodí přenosem některých onemocnění na jiné rybí druhy. Je např. hostitelem patogena Sphaerothecum destruens z opistokontní skupiny Mesomycetozoa, který negativně ovlivňuje např. populaci slunky obecné. Likvidace sřevličky je obtížná, k regulaci její početnosti lze využít důkladné letnění rybníků, případně rybí predátory jako jsou např. candáti.